# Joanna David

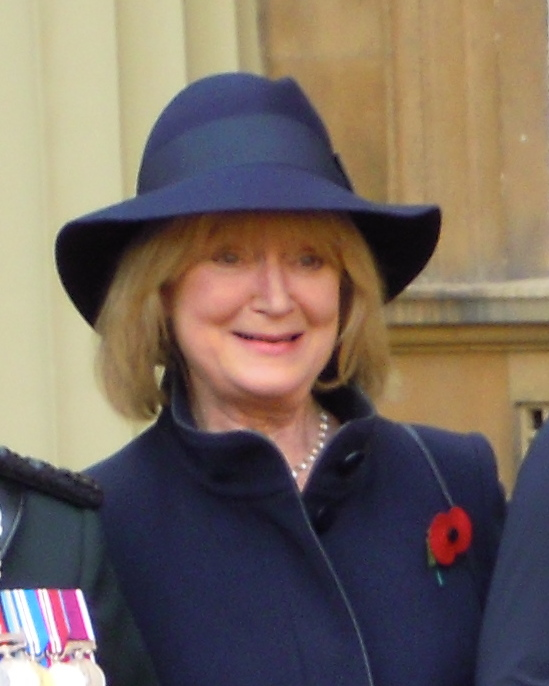
Joanna David (2014)

Joanna David (* 17. Januar 1947 in Lancaster, England; eigentlich Joanne Elizabeth Hacking) ist eine britische Theater- und Filmschauspielerin.

## Leben
David wurde als Joanne Elizabeth Hacking in Lancaster geboren. Ihr Vater, der Geschäftsmann John Hacking, verließ aufgrund von finanziellen Problemen seine Frau und seine drei Kinder, als Joanna David zehn Jahre alt war. Mit ihrer Mutter Davida Elizabeth (geb. Nesbitt) und zwei Geschwistern zog David daraufhin von einem gutbürgerlichen Vorort in Manchester ans East End von London, wo die Mutter als Krankenschwester arbeitete und zudem einen Boxclub betrieb, um ihre Kinder durchzubringen. David konnte später ihren Vater in Cornwall ausfindig machen, brach jedoch anschließend jedweden Kontakt zu ihm ab.
Eigentlich wollte David Balletttänzerin werden. Nachdem sie die Elmhurst Ballet School und die Royal Ballet School besucht hatte, letztlich jedoch nicht in das Royal Ballet aufgenommen wurde, schrieb sie sich an der Webber Douglas Academy of Dramatic Art ein, um sich zur Schauspielerin ausbilden zu lassen. Daraufhin nahm sie ihren Künstlernamen Joanna David nach dem Vornamen ihrer Mutter an und spielte fortan regelmäßig auf der Theaterbühne und im britischen Fernsehen.

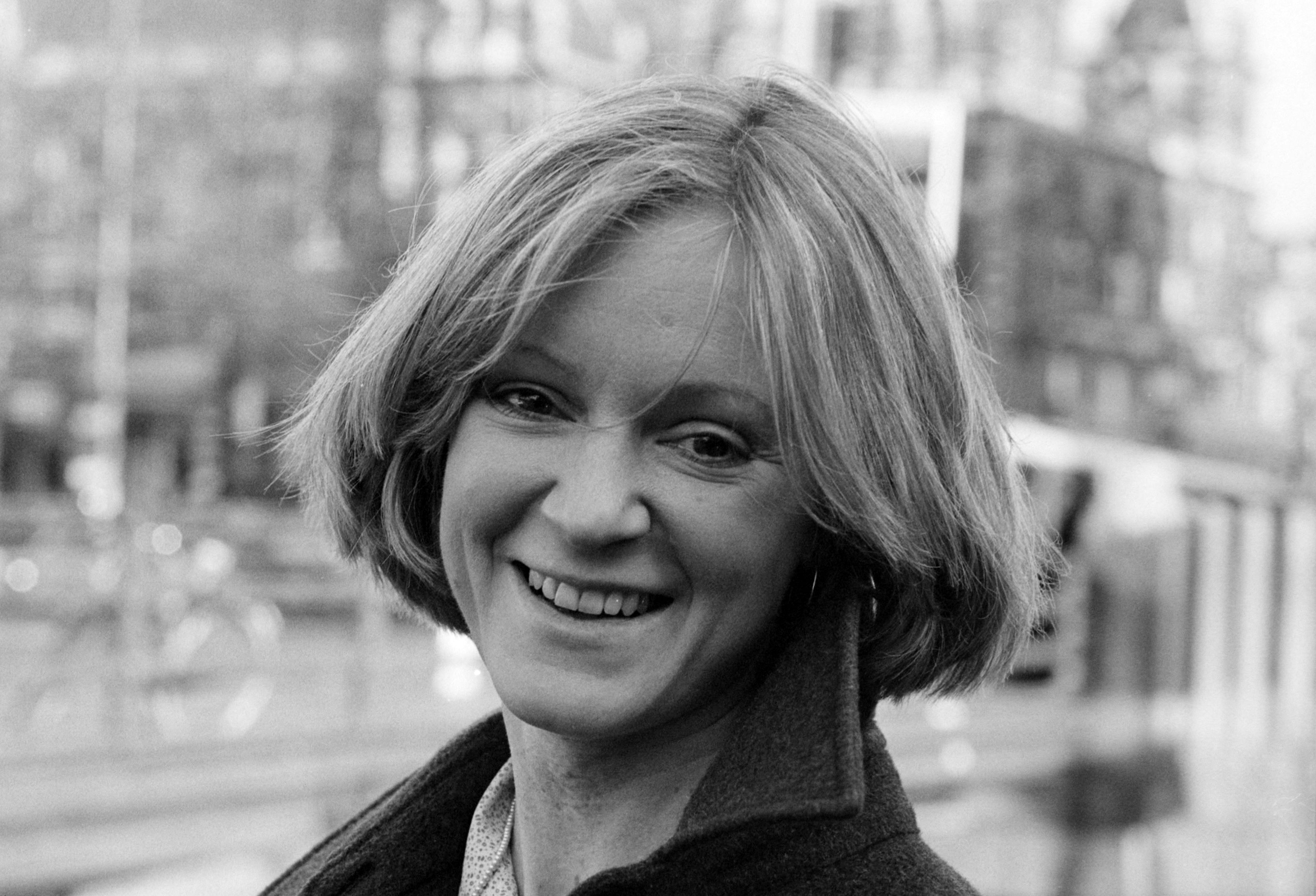
Joanna David (1979)

Ihre erste große Rolle hatte sie 1971 als Elinor Dashwood in einer vierteiligen BBC-Verfilmung von Jane Austens Roman Verstand und Gefühl. Ein Jahr später kam sie neben Anthony Hopkins auch in Krieg und Frieden (1972) nach Tolstoi vor der Kamera zum Einsatz. 1979 folgte eine Hauptrolle als schüchterne Mrs. de Winter in Rebecca, einer weiteren Literaturverfilmung der BBC, nach Daphne du Mauriers gleichnamigem Roman. Ab den 1980er Jahren war sie in vielen Fernsehproduktionen in eher kleinen Nebenrollen zu sehen, so etwa in Miss Marple, Inspector Barnaby, Bleak House und 2013 als Duchess of Yeovil in Downton Abbey. 2010 trat sie in der Tragikomödie Ich sehe den Mann deiner Träume von Woody Allen in einem ihrer wenigen Kinofilme auf.
Auf der Bühne war David im Laufe ihrer Karriere in Stücken wie The Importance of Being Earnest, Was ihr wollt oder auch in Onkel Wanja und Der Kirschgarten von Tschechow zu sehen. David ist Beirätin der Theatrical Guild. Seit den 1990er Jahren ist sie zudem im Radio und als Erzählerin von zahlreichen Hörbüchern tätig.
Mit dem Schauspieler Edward Fox, den sie 1971 bei gemeinsamen Bühnenauftritten in Chichester kennenlernte und nach langjähriger Partnerschaft erst 2004 in der St. George’s Church in London heiratete, hat David die zwei Kinder Emilia (* 1974) und Frederick (* 1989). Beide Kinder wurden ebenfalls Schauspieler. Mit Emilia stand Joanna David 1995 in dem international erfolgreichen BBC-Fernsehmehrteiler Stolz und Vorurteil (1995) neben Jennifer Ehle und Colin Firth gemeinsam vor der Kamera.

## Filmografie (Auswahl)
- 1969: Wahn der süßen Jugend (The Smashing Bird I Used to Know)
- 1971: Sense and Sensibility (TV-Miniserie)
- 1971: Der letzte Mohikaner (The Last of the Mohicans) (TV-Miniserie)
- 1972–1973: Krieg und Frieden (War & Peace) (TV-Miniserie)
- 1973: The Edwardians (TV-Miniserie)
- 1975: Ballet Shoes (TV-Serie, sechs Folgen)
- 1976–1977: Das Hotel in der Duke Street (The Duchess of Duke Street) (TV-Serie, drei Folgen)
- 1979: Rebecca (TV-Miniserie)
- 1980: Lady Killers (TV-Serie, eine Folge)
- 1982: Alexa (TV-Miniserie)
- 1982: Die Agatha Christie-Stunde (The Agatha Christie Hour) (TV-Serie, eine Folge)
- 1984: Brass (TV-Serie, drei Folgen)
- 1984: Sleepwalker
- 1985: Anna Karenina (TV-Film)
- 1986: Rebellion der Rechtlosen (Comrades)
- 1986: First Among Equals (TV-Miniserie)
- 1987: Miss Marple – 16 Uhr 50 ab Paddington (Miss Marple – 4.50 from Paddington) (TV-Reihe)
- 1989: Prinz Kaspian von Narnia (Prince Caspian and the Voyage of the Dawn Treader) (TV-Miniserie)
- 1991: Secret Friends
- 1992: Maigret (TV-Serie, eine Folge)
- 1992: Inspector Morse – Dead on Time (TV-Serie)
- 1994: The Memoirs of Sherlock Holmes (TV-Miniserie)
- 1995: Stolz und Vorurteil (Pride and Prejudice) (TV-Miniserie)
- 1996: Bramwell (TV-Miniserie)
- 1998: Inspector Barnaby – Blutige Anfänger (Midsomer Murders: Written in Blood) (TV-Reihe)
- 1999: Dunkle Kammern (The Dark Room) (TV-Film)
- 1999: Das schnelle Geld – Die Nick-Leeson-Story (Rogue Trader)
- 1999: Cotton Mary
- 2000: The Blind Date
- 2001: The Glass (TV-Miniserie)
- 2002: The Forsyte Saga (TV-Miniserie)
- 2002: Prendimi l’anima
- 2003: The Brides in the Bath (TV-Film)
- 2004: Familienanschluß (Belonging) (TV-Film)
- 2004: Rosemary & Thyme (TV-Serie, eine Folge)
- 2004: Monarch of the Glen (TV-Serie, eine Folge)
- 2005: Falling (TV-Film)
- 2005: Bleak House (TV-Serie, zwei Folgen)
- 2005: These Foolish Things
- 2007–2015: Doctors (TV-Serie, vier Folgen)
- 2008: Never Better (TV-Serie, zwei Folgen)
- 2008: Mutual Friends (TV-Serie, eine Folge)
- 2008: One of Those Days
- 2010: Ich sehe den Mann deiner Träume (You Will Meet a Tall Dark Stranger)
- 2011: Inspector Barnaby – Vier Bräute für Christus (Midsomer Murders: A Sacred Trust) (TV-Reihe)
- 2013: Agatha Christie’s Marple (TV-Serie, eine Folge)
- 2013: Downton Abbey (TV-Serie, zwei Folgen)
- 2014: Death in Paradise (TV-Serie, eine Folge)
- 2015: Casualty (TV-Serie, eine Folge)
- 2016: Agatha Raisin (TV-Serie, eine Folge)
- 2017: Man in an Orange Shirt (TV-Zweiteiler)
- 2017: Another Mother’s Son
- 2019: Cecelia Ahern – In deinem Leben (Thanks for the Memories) (TV-Zweiteiler)
- 2019: Exorzismus 2.0 (The Cleansing Hour)
- 2019: Kat and the Band
- 2021: The Pursuit of Love (TV-Dreiteiler)
- 2022: House of the Dragon (TV-Serie, eine Folge)
- 2024: Arthur’s Whisky

## Theaterauftritte (Auswahl)
- 1968: The Importance of Being Earnest von Oscar Wilde – als Cecily
- 1971: The Rivals von Richard Brinsley Sheridan  – Chichester
- 1971: Ein Familientag (The Family Reunion) von T. S. Eliot – Chichester
- 1977: Onkel Wanja (Дядя Ваня) von Anton Tschechow – Manchester
- 1983–1984: Der Kirschgarten (Вишнёвый сад) von Anton Tschechow – Theatre Royal, Bath
- 1986–1987: Breaking the Code von Hugh Whitemore – Theatre Royal Haymarket, London
- 1988: Was ihr wollt (Twelfth Night) von William Shakespeare – als Olivia, Ludlow
- 1992–1993: Stages von David Storey – Royal National Theatre, London
- 1997: The Deep Blue Sea von Terence Rattigan – Northampton
- 2001: The Ghost Train Tattoo von Simon Robson – Manchester
- 2003: Kopenhagen (Copenhagen) von Michael Frayn – Salisbury
- 2004: The Importance of Being Earnest von Oscar Wilde – als Miss Prism, Manchester
- 2006: A Voyage Round My Father von John Mortimer – Wyndham’s Theatre, London